# Raspailia echinata
Raspailia echinata är en svampdjursart som beskrevs av Uriz 1988. Raspailia echinata ingår i släktet Raspailia och familjen Raspailiidae.
Artens utbredningsområde är havet utanför Namibia. Inga underarter finns listade i Catalogue of Life.